# Vita da gatto
Vita da gatto (Mon chat et moi, la grande aventure de Rroû) è un film del 2023 diretto da Guillaume Maidatchevsky.
Ispirato al romanzo Rroû di Maurice Genevoix (1931), il film parla di una bambina parigina Clemence e un gattino chiamato Rroû. 

## Trama
Una bambina parigina Clemence forma un legame indissolubile con un gatto chiamato Rroû dopo averlo trovato nel suo attico. Quando la sua famiglia decide di andare in vacanza in campagna, la curiosità naturale di Rroû porta ad emozionanti avventure nel bosco.

## Produzione
Tratto dal romanzo di Genevoix, il film è stato filmato a Parigi e Nancy per gli interni, e nei Vosgi, a Plainfaing e La Bresse, per gli esterni.

## Distribuzione
Il film è uscito nelle sale francesi il 5 aprile 2023, mentre in quelle italiane il 18 aprile 2024.

## Accoglienza

### Incassi
Il film ha guadagnato 45 mila entrate dopo la sua uscita nelle sale francesi. Il film ha guadagnato 119 mila dollari negli Stati Uniti.

### Critica
L'Obs ha detto: "Bellezza della natura, alternanza delle stagioni, doppio romanzo di apprendistato (quello di Clémence e del gatto), irruzione di Corinne Masiero nei panni di una burbera eremita alter-globalizzazione, Maidatchevski filma in altezza un felino, in maniera attesa ma fedele, questo piccolo film d'avventure, con un'idea in mente: mostrare il libero arbitrio e l'ingegno di quelle che un po' stupidamente vengono chiamate “bestie”.
Christophe Caron di La Voix du Nord ha apprezzato il film. Sottolinea il ruolo di Corrine Masiero ma deplora il fatto che gli altri personaggi hanno poca statura. Ha detto: "ecco un bel programma per famiglie che ha il merito di adattare il suo discorso alle nuove generazioni, sia sul benessere degli animali sia su questa sfortunata propensione di una specie chiamata umana a inquinare i boschi con i propri rifiuti.
Federico Vascotto di Movieplayer ha detto che il film "propone un doppio punto di vista costante nel racconto, con la macchina da presa capace di diventare un tutt'uno tanto con la natura quanto col paesaggio cittadino."